# Флавия Аврелия Евсевия
Фла́вия Авре́лия Евсе́вия (IV век, Салоники — 360, Салоники) — вторая супруга императора Римской империи Констанция II.
Родилась в Фессалониках. Дочь Флавия Евсевия, консула в 347 года. Её братья Флавий Евсевий и Флавий Гипатий были консулами 359 года. Императрица с 353 года до своей смерти в 360 году. Евсевия оказывала значительное влияние на императора и политические решения при дворе. Она использовала своё влияние для продвижения доктрины арианства и возвышения Юлиана, которому впоследствии Констанций II завещал трон. Именно Евсевия устроила брак Юлиана и Елены, дочери Константина Великого.
Евсевию почитали за её мудрость, доброту и преданность Констанцию. Как и первая жена Констанция, Евсевия безуспешно пыталась родить. Она приняла арианство, когда попытки православных епископов вернуть ей способность зачать не увенчались успехом. Историк Филосторгий писал, что специально для этого из ссылки вернули арианского епископа и известного целителя Феофила Индуса. Он якобы излечил её, но она всё так же не могла зачать ребёнка. Евсевия умерла во время неудачной попытки излечить бесплодие.
Основными источниками знаний о её жизни являются панегирик Юлиана «Речь благодарности императрице Евсевии», в котором он благодарит её за помощь, а также несколько записей историка Аммиана Марцеллина.